# 1965 في النرويج
فيما يلي قوائم الأحداث التي وقعت خلال عام 1965 في النرويج.

## سياسة

### انتهاء فترة المنصب
- 12 أكتوبر – أينار غارهاردسن رئيس وزراء النرويج.

## مواليد

### فبراير
- 4 فبراير – ستيغ هنريك هوف ممثل نرويجي.

### يونيو
- 17 يونيو – ليندا ميدالين لاعبة كرة قدم نرويجية.

### يوليو
- 27 يوليو – هاكون فيوم لاي

### أغسطس
- 11 أغسطس – غونار هاله لاعب كرة قدم نرويجي.

### سبتمبر
- 25 سبتمبر – بورغه برنده سياسي نرويجي.

### أكتوبر
- 5 أكتوبر – تاريه هاوغه حكم كرة قدم نرويجي.

### نوفمبر
- 8 نوفمبر – ميني ياكوبسن لاعب كرة قدم نرويجي.

## وفيات

### مارس
- 3 مارس – بير كروغ (مواليد 1889) فنان نرويجي.